# Кокощин (Великопольське воєводство)
Кокощин (пол. Kokoszczyn) — село в Польщі, у гміні Тарново-Подґурне Познанського повіту Великопольського воєводства.
Населення — 186 осіб (2011).
У 1975-1998 роках село належало до Познанського воєводства.

## Демографія
Демографічна структура станом на 31 березня 2011 року:
|          | Загалом | Допрацездатний вік | Працездатний вік | Постпрацездатний вік |
| -------- | ------- | ------------------ | ---------------- | -------------------- |
| Чоловіки | 86      | 16                 | 66               | 4                    |
| Жінки    | 100     | 20                 | 66               | 14                   |
| Разом    | 186     | 36                 | 132              | 18                   |